# 鄧布蘭
鄧布蘭（Dunblane，蘇格蘭蓋爾語： Dùn Bhlàthain）是位於蘇格蘭的一座城鎮。自1991年改道之後，鄧布蘭不再位於A9公路的沿線。鄧布蘭大教堂是鄧布蘭的地標建築。據2001年人口普查，鄧布蘭有人口7,911 人。在2006年，鄧布蘭人口估計增加至8,840人。鄧布蘭市中心的老城區內有眾多的歷史建築。

## 外部連結
- dunblanecentre.co.uk （页面存档备份，存于）